# Жуазейринью
Жуазейринью (порт. Juazeirinho) — муниципалитет в Бразилии, входит в штат Параиба. Составная часть мезорегиона Борборема. Входит в экономико-статистический  микрорегион Серидо-Ориентал-Параибану. Население составляет 15 727 человек на 2006 год. Занимает площадь 467,526 км². Плотность населения — 33,6 чел./км².
Праздник города — 25 июля. 

## История
Город основан в 1957 году.

## Статистика
- Валовой внутренний продукт на 2003 год составляет 30 412 965,00 реалов (данные: Бразильский институт географии и статистики).
- Валовой внутренний продукт на душу населения на 2003 год составляет 1983,24 реалов (данные: Бразильский институт географии и статистики).
- Индекс развития человеческого потенциала на 2000 год составляет 0,581 (данные: Программа развития ООН).